# Japan op de Olympische Winterspelen 1976
Tijdens de Olympische Winterspelen van 1976, die in Innsbruck (Oostenrijk) werden gehouden, nam Japan voor de tiende keer deel.

## Deelnemers en resultaten

### Alpineskiën
| Olympiër        | Discipline       | Resultaat | Prestatie                        |
| --------------- | ---------------- | --------- | -------------------------------- |
| Haruhisa Chiba  | reuzenslalom (m) | dq-1      | diskwalificatie run 1            |
| Haruhisa Chiba  | slalom (m)       | dnf-1     | opgave run 1                     |
| Masami Ichimura | reuzenslalom (m) | dnf-1     | opgave run 1                     |
| Masami Ichimura | slalom (m)       | dnf-2     | opgave run 2                     |
| Mikio Katagiri  | afdaling (m)     | 27e       | 1.50,03 (+4,30)                  |
| Mikio Katagiri  | reuzenslalom (m) | 37e       | 3.52,73 (+25,76) 1.54,68+1.58,05 |
| Mikio Katagiri  | slalom (m)       | dnf-1     | opgave run 1                     |
| Sumihiro Tomii  | afdaling (m)     | 20e       | 1.48,88 (+3,15)                  |
| Sumihiro Tomii  | reuzenslalom (m) | 34e       | 3.49,73 (+22,76) 1.53,92+1.55,81 |
| Sumihiro Tomii  | slalom (m)       | 29e       | 2.18,67 (+15,38) 1.07,69+1.10,98 |

### Biatlon
| Olympiër                                                  | Discipline             | Resultaat | Prestatie                                                                                   |
| --------------------------------------------------------- | ---------------------- | --------- | ------------------------------------------------------------------------------------------- |
| Hiroyuki Deguchi                                          | 20 km (m)              | 30e       | 1:24.18,09 (+10.05,83) pen.: 6 (0 / 2 / 0 / 4)                                              |
| Manabu Suzuki                                             | 20 km (m)              | 38e       | 1:26.35,79 (+12.23,53) pen.: 7 (1 / 1 / 1 / 4)                                              |
| Kazuo Sasakubo                                            | 20 km (m)              | 41e       | 1:27.35,31 (+13.23,05) pen.: 6 (0 / 2 / 1 / 3)                                              |
| Isao Ono Hiroyuki Deguchi Manabu Suzuki Yoshiyuki Shirate | 4x7,5 km estafette (m) | 14e       | 2:17.09,04 (+19.13,40) pen.: 10 (3 / 1 / 3 / 3) (33.19,43 / 33.08,62 / 34.27,07 / 36.13,92) |

### Bobsleeën
| Olympiër                                               | Discipline             | Resultaat | Prestatie                                        |
| ------------------------------------------------------ | ---------------------- | --------- | ------------------------------------------------ |
| Susumu Esashika Kazumi Abe                             | 2-mansbob (m) Japan I  | 24e       | 3.56,06 (+11,64) (58,69 / 59,07 / 59,12 / 59,18) |
| Rikio Sato Kimihiro Shinada                            | 2-mansbob (m) Japan II | 22e       | 3.53,72 (+9,30) (58,52 / 58,30 / 58,55 / 58,35)  |
| Susumu Esashika Kazumi Abe Rikio Sato Kimihiro Shinada | 4-mansbob (m) Japan I  | 18e       | 3.49,41 (+8,98) (56,47 / 56,97 / 57,78 / 58,19)  |

### Kunstrijden
| Olympiër          | Discipline | Resultaat | Prestatie               |
| ----------------- | ---------- | --------- | ----------------------- |
| Minoru Sano       | mannen     | 9e        | pc. 79,0; 178,7 punten  |
| Mitsuru Matsumura | mannen     | 11e       | pc. 99,0; 172,5 punten  |
| Emi Watanabe      | vrouwen    | 13e       | pc. 118,5; 171,7 punten |

### Langlaufen
| Olympiër         | Discipline | Resultaat | Prestatie              |
| ---------------- | ---------- | --------- | ---------------------- |
| Ryoji Fujiki     | 15 km (m)  | 58e       | 49.40,48 (+5.42,01)    |
| Ryoji Fujiki     | 30 km (m)  | 57e       | 1:42.59,25 (+12.29,87) |
| Kiyoshi Hayasaka | 15 km (m)  | 50e       | 48.46,93 (+4.48,46)    |
| Kiyoshi Hayasaka | 30 km (m)  | 55e       | 1:41.33,76 (+11.04,38) |
|                  |            |           |                        |
| Mikiko Terui     | 5 km (v)   | 26e       | 17.29,65 (+1.40,96)    |
| Mikiko Terui     | 10 km (v)  | 30e       | 33.25,81 (+3.12,40)    |

### Noordse combinatie
| Olympiër      | Discipline | Resultaat | Prestatie                                                                                            |
| ------------- | ---------- | --------- | --- |
| Yuji Katsuro  | mannen     | 21e       | 373,67 punten schans: 209,8 p 91,6 (70,5 m)+104,5 (75,0 m)+105,3 (76,0 m) 15 km: 163,87 p (54:15.75) |
| Michio Kubota | mannen     | 30e       | 338,61 punten schans: 196,3 p 93,7 (69,0 m)+98,4 (74,0 m)+97,9 (74,5 m) 15 km: 142,31 p (56:39.45)   |

### Rodelen
| Olympiër                       | Discipline | Resultaat | Prestatie                                              |
| ------------------------------ | ---------- | --------- | ------------------------------------------------------ |
| Hidetoshi Sato                 | mannen     | 24e       | 3.40,931 (+13,243) (55,699 / 55,142 / 54,906 / 55,184) |
| Kazuaki Ichikawa               | mannen     | 27e       | 3.42,442 (+14,754) (56,252 / 55,502 / 55,400 / 55,288) |
| Mieko Ogawa                    | vrouwen    | 19e       | 3.00,730 (+10,109) (45,341 / 45,263 / 44,907 / 45,219) |
| Teruko Yamada                  | vrouwen    | 20e       | 3.00,808 (+10,187) (45,482 / 45,155 / 44,943 / 45,228) |
| Kazuaki Ichikawa Masaaki Oyagi | dubbel     | 18e       | 1.30,583 (+4,979) (45,176 / 45,407)                    |

### Schaatsen
| Olympiër          | Discipline   | Resultaat | Prestatie           |
| ----------------- | ------------ | --------- | ------------------- |
| Norio Hirate      | 500 m (m)    | 16e       | 40,85 (+1,68)       |
| Norio Hirate      | 1000 m (m)   | 30e       | 1.29,42 (+10,10)    |
| Masayuki Kawahara | 5000 m (m)   | 24e       | 8.10,08 (+45,60)    |
| Mikio Oyama       | 500 m (m)    | 18e       | 40,90 (+1,73)       |
| Mikio Oyama       | 1000 m (m)   | 24e       | 1.25,91 (+6,59)     |
| Masaki Suzuki     | 500 m (m)    | 11e       | 40,22 (+1,05)       |
| Masaki Suzuki     | 1000 m (m)   | 19e       | 1.23,40 (+4,08)     |
| Masahiko Yamamoto | 1500 m (m)   | 21e       | 2.06,67 (+7,29)     |
| Masahiko Yamamoto | 5000 m (m)   | 22e       | 8.06,97 (+42,49)    |
| Masahiko Yamamoto | 10.000 m (m) | 16e       | 16.20,83 (+1.30,24) |
|                   |              |           |                     |
| Keiko Hasegawa    | 500 m (v)    | 17e       | 45,09 (+2,33)       |
| Keiko Hasegawa    | 1000 m (v)   | 24e       | 1.35,42 (+6,99)     |
| Chieko Ito        | 1500 m (v)   | 22e       | 2.25,27 (+8,69)     |
| Chieko Ito        | 3000 m (v)   | 21e       | 5.02,57 (+17,38)    |
| Makiko Nagaya     | 500 m (v)    | 7e        | 43,88 (+1,12)       |
| Makiko Nagaya     | 1000 m (v)   | 9e        | 1.31,23 (+2,80)     |
| Yuko Ota          | 1000 m (v)   | 20e       | 1.33,99 (+5,56)     |
| Yuko Ota          | 1500 m (v)   | 24e       | 2.25,84 (+9,26)     |
| Yuko Ota          | 3000 m (v)   | 19e       | 4.58,92 (+13,73)    |

### Schansspringen
| Olympiër        | Discipline         | Resultaat | Prestatie                                          |
| --------------- | ------------------ | --------- | -------------------------------------------------- |
| Hiroshi Itagaki | normale schans (m) | 20e       | 221,1 punten 109,4 p. (76,0 m) + 111,7 p. (76,5 m) |
| Hiroshi Itagaki | grote schans (m)   | 33e       | 175,2 punten 95,4 p. (86,0 m) + 79,8 p. (77,0 m)   |
| Takao Ito       | normale schans (m) | 24e       | 213,9 punten 106,8 p. (75,0 m) + 107,1 p. (75,5 m) |
| Takao Ito       | grote schans (m)   | 22e       | 183,2 punten 95,5 p. (85,0 m) + 87,7 p. (80,5 m)   |
| Koji Kakuta     | normale schans (m) | 29e       | 210,4 punten 104,5 p. (74,5 m) + 105,9 p. (76,0 m) |
| Yukio Kasaya    | normale schans (m) | 16e       | 224,0 punten 114,1 p. (78,0 m) + 109,9 p. (76,0 m) |
| Yukio Kasaya    | grote schans (m)   | 17e       | 192,3 punten 95,9 p. (86,0 m) + 96,4 p. (86,0 m)   |
| Minoru Wakasa   | grote schans (m)   | 29e       | 177,5 punten 90,4 p. (86,0 m) + 87,1 p. (84,0 m)   |

### IJshockey
| Olympiër | Discipline | Resultaat | Prestatie |
| --- | ---------- | --------- | --- |
| Toshimitsu Otsubo Minoru Misawa Hiroshi Hori Iwao Nakayama Hitoshi Nakamura Kiyoshi Esashika Takeshi Akiba Koji Wakasa Hideo Urabe Yoshiaki Kyoya Minoru Ito Takeshi Azuma Sadaki Honma Hideo Sakurai Tsutomu Hanzawa Osamu Wakabayashi Yasushio Tanaka Yoshio Hoshino | mannen     | 9e        | kwalificatieronde: 2 - 11 Japan - Finland B-groep (7e-12e plaats): 1 - 3 Japan - Roemenië 2 - 3 Japan - Oostenrijk 6 - 4 Japan - Zwitserland 4 - 3 Japan - Joegoslavië 7 - 5 Japan - Bulgarije |

Andorra · Argentinië · Australië · België · Bondsrepubliek Duitsland · Bulgarije · Canada · Chili · Duitse Democratische Republiek · Finland · Frankrijk · Griekenland · Groot-Brittannië · Hongarije · IJsland · Iran · Italië · Japan · Joegoslavië · Libanon · Liechtenstein · Nederland · Nieuw-Zeeland · Noorwegen · Oostenrijk · Polen · Roemenië · San Marino · Sovjet-Unie · Spanje · Taiwan · Tsjecho-Slowakije · Turkije · Verenigde Staten · Zuid-Korea · Zweden · Zwitserland